# Bristen
Bristen – szczyt w Alp Glarneńskich, części Alp Zachodnich. Leży w Szwajcarii, w kantonie Uri. Należy do podgrupy Alp Glarneńskich właściwych. Szczyt można zdobyć ze schroniska Bristenhüttli (2130 m), Etzlihütte (2052 m) lub Treschhütte (1475 m). 
Pierwszego wejścia dokonali Karl Franz Lusser i Hans Indergand 23 lipca 1823 r.